# Roches Vertes
Les Roches Vertes sont un ensemble de platiers récifaux de faible étendue de la France appartenant à l'archipel des îles Glorieuses, entre l'île du Lys au nord-est et l'île Grande Glorieuse au sud-ouest, dans l'océan Indien, au nord-ouest de Madagascar.